# Азовский, Максим Иванович
Максим Иванович Азовский (4 июня 1986, Целиноград) — казахстанский футболист, полузащитник, воспитанник столичной школы футбола, профессиональную карьеру начал в родном «Женисе», в прошлом игрок сборной Казахстана.

## Семья
Отец — Иван Азовский, экс-футболист, ныне тренер дублирующего состава «Астаны». Старший брат — Егор Азовский, футболист кокшетауского Окжетпеса